# Frederick William Hope
Frederick William Hope, född den 3 januari 1797 i London, död den 15 april 1862 i London, var en engelsk entomolog som grundade Hope Department of Entomology vid University of Oxford.

## Biografi
Hope föddes på 37 Upper Seymour Street i London den 3 januari 1797 som andre sonen till John Thomas Hope (av Netley Hall, Shrewsbury) och Ellen Hester Mary (enda barn och arvtagerska till Sir Thomas Edwardes). Han undervisades inledningsvis privat, men från 1817 vid Christ Church i Oxford där han tog en B.A. 1820 och en M.A. 1823. Han blev även ordinerad och fick kuratet för Frodesley i Shropshire, men drog sig strax tillbaka på grund av dålig hälsa. Hans hem i London var en mötesplats för naturalister och hans museum hade regelbundna öppettider för entomologistuderande. När Charles Darwin var i London besökte han ofta Hope och i juni 1829 gjorde de en gemensam resa genom Wales där de "entomologiserade" - Darwin kallade Hope för "min fader i entomologi". Hope gifte sig 1835 med den rika Ellen Meredith, som tidigare hade avslagit ett giftermålsanbud från Benjamin Disraeli. Deras äktenskap var barnlöst.
Ellen Meredith var en ivrig anhängare till makens samlarintresse, vilket innefattade graverade porträtt (140 000), topografiska gravyrer (70 000) och naturhistoriska gravyrer (20 000). Dessa, tillsammans med hans omfattande insektssamling skänktes till University of Oxford, som accepterade donationen i april 1850, efter långa förhandlingar som inleddes 1849. Samlingarna var ett tungt vägande skäl för fattande av beslut om byggande av ett nytt naturhistoriskt museum, och grundstenen till detta lades 1855. Insektssamlingarna flyttades till Taylor institution 1850, till Ashmolean Museum 1858 och vidare till det nybyggda Oxford University Museum of Natural History 1861. Gravyrerna av personer och topografiska motiv flyttades till Bodleian Library 1861 (varifrån de flyttades till det nya Ashmolean 1924).
Efter många turer under andra halvan av 1850-talet grundade Hope en professur i zoologi 1860 och nominerade i januari 1861 John Obadiah Westwood som den förste Hope-professorn. Westwood, som sedan tidigare (från 22 maj 1857) var verkställande kurator för Hopes samlingar, höll sitt installationstal i april 1861.
Hopes insektsintresse började runt 1817 och han var framförallt intresserad av skalbaggar. Hopes ursprungliga insektssamling bestod av 31 skåp av olika storlek som innehöll 964 lådor, lagerlådor, 1800 böcker, 249 solanderlådor och 18 portföljer. Han fortsatte att tillfoga insekter och böcker och köpte exemplar till Hope Department från bland annat Edward Donovans, James Francis Stephens, Thomas Marshams och Thomas Vernon Wollastons samlingar. Många är typexemplar. Har var med och grundade Zoological Society of London 1826 och Entomological Society of London 1833. För det senare sällskapet var han ordförande i tre perioder (1835–1836, 1939–1840 och 1845–1846), vice ordförande i tre perioder och dess förste skattmästare. Han var också fellow av Royal Society (invald 1834) och Linnean Society (invald 1822). Ellen Hope blev Entomological Society of Londons första kvinnliga fellow när hon valdes in 1835.

## Verk
Frederick William Hopes huvudverk är Coleopterists Manual i tre band, vars första band Coleopterists Manual, Containing the Lamellicorn Beetles of Linnaeus and Fabricius ("Skalbaggssamlarens handbok, innehållande Linnés och Fabricius' bladhorningar") publicerades 1837 och de följande två fram till 1840.
Hopes övriga publikationer innefattar ungefär sextio entomologiska uppsatser, av vilka de flesta publicerades i Entomological Societys Transactions och behandlar skalbaggar - många av dem beskriver nya släkten och arter från Storbritannien och resten av världen.
Två av hans samlingar har publicerats 2009 och 2010:
- Catalogue of a Collection of Early Newspapers and Essayists, Formed by the Late John Thomas Hope, Esq., and Presented to the Bodleian Library by the Late Frederick William Hope (Nabu Press, 2010)  ISBN 1-147-16630-7
- Catalogue of a Collection of Early Newspapers and Essayists: Formed by the Late John Thomas Hope, Esq., and Presented to the Bodleian Library by the Late ... Frederick William Hope, M.a., D.C.L (1865) (Cornell University Library, 2009)  ISBN 1-112-18432-5

### Böcker
- The Coleopterist's Manual - tre band:
  - Containing The Lamellicorn Insects Of Linneus And Fabricius. Bohn, London 1837.
  - Containing The Predaceous Land And Water Beetles Of Linneus And Fabricius. Bohn, London 1838.
  - Containing Various Families, Genera, And Species, Of Beetles, Recorded By Linneus And Fabricius : Also Descriptions Of Newly Discovered And Unpublished Insects. Bridgewater, London 1840.
- Catalogo dei crostacei Italiani e di molti altri del Mediterraneo. Fr. Azzolino, Neapel 1851.